# У-ди (Южная Ци)
(Южно-)Циский У-ди (кит. трад. (南)齊武帝), личное имя Ся́о Цзэ (кит. трад. 蕭賾, пиньинь Xiāo Zé, 440—493) — император южнокитайской империи Ци. Храмовое имя: Ши-цзу (世祖).

## Биография

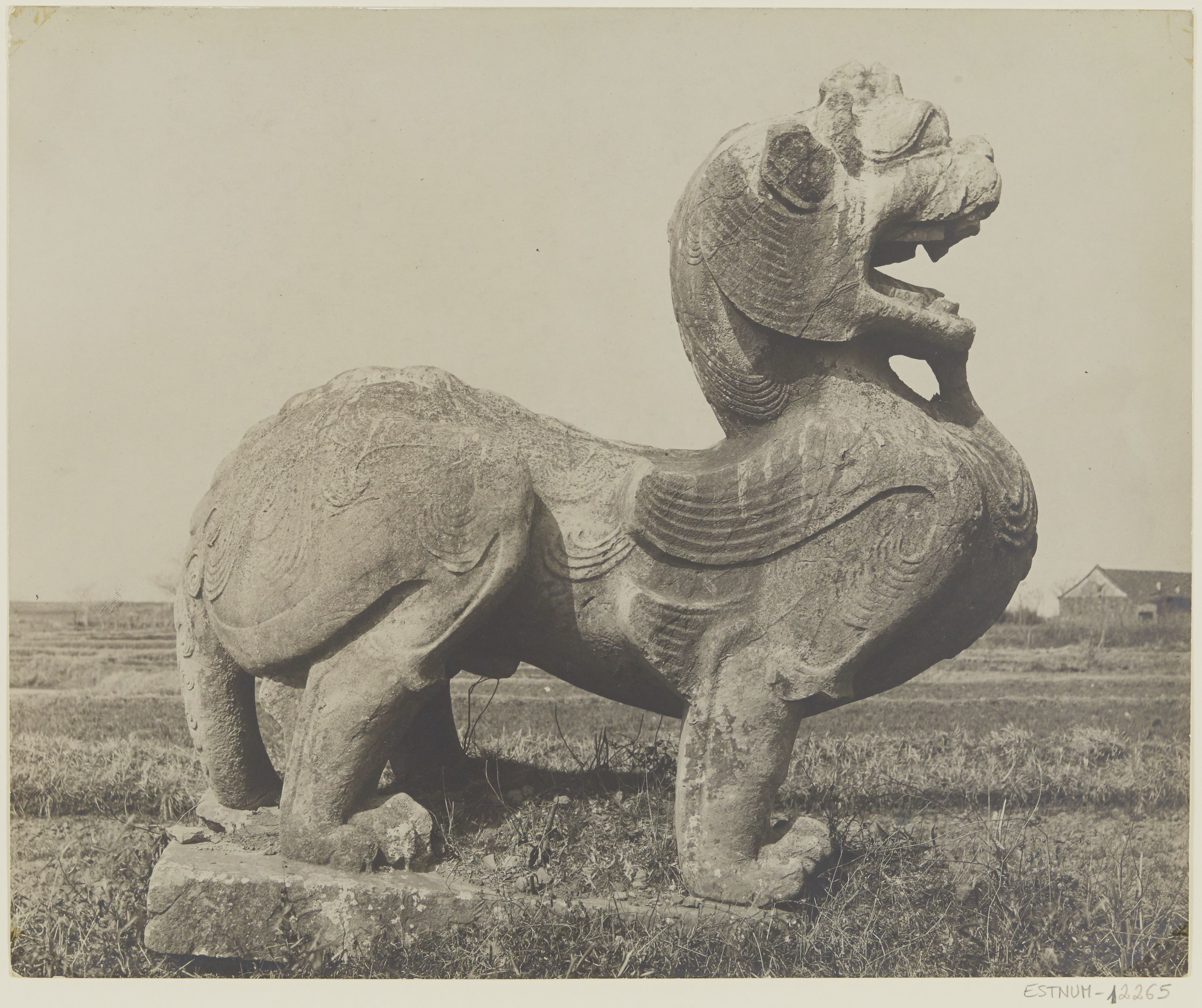
Крылатый лев от мавзолея У-ди близ Нанкина

Родился в 440 году в Цзянькане, столице империи Сун, был старшим сыном Сяо Даочэна.
Во время правления Лю Цзые был управляющим уездом Ганьсянь. В конце 465 года доведённые до отчаяния безумными действиями императора придворные совершили переворот, убили его и возвели на престол Лю Юя. Одновременно с этим Дэн Ван поднял восстание с целью свержения Лю Цзые и передачи трона Лю Цзысюню (другому сыну императора Сяоу-ди). Так как Сяо Даочэн поддержал претензии Лю Юя, а уезд Ганьсянь оказался внутри территории, контролируемой повстанцами, действовавшими в пользу Лю Цзысюня, то Сяо Цзэ, поддержавший отца, был арестован и брошен в тюрьму; однако родственники и друзья Сяо Цзэ устроили нападение на тюрьму и освободили его, после чего он возглавил восстание против Лю Цзысюня. После того, как Лю Цзысюнь был побеждён и Лю Юй утвердился на троне, клан Сяо оказался в фаворе за свою поддержку.
После того, как император скончался в 472 году, на престол был возведён его малолетний сын, которого тоже звали Лю Юй. К 477 году молодой император стал окончательно неконтролируемым, и творил всё, что хотел. В итоге Сяо Даочэн, который чуть не был убит императором ради развлечения, организовал заговор, и Лю Юй был убит, а на престол был возведён императорский младший брат Лю Чжунь. Генерал Шэнь Ючжи обвинил Сяо Даочэна в узурпации власти и поднял против него восстание в провинции Цзинчжоу (занимала центральную и западную части современной провинции Хубэй). Сяо Цзэ в это время служил в провинции Инчжоу (занимала восточную часть современной провинции Хубэй) у другого императорского брата — Лю Се. Получив известия о восстании Шэнь Ючжи Сяо Цзэ, несмотря на то, что ему советовали срочно вернуться в Цзянькан, остался в провинции и организовал оборону на случай, если Шэнь Ючжи двинется на столицу; узнав о его действиях, Сяо Даочэн воскликнул: «Это воистину мой сын!» После подавления восстания Сяо Цзэ получил титул «Вэньсиский хоу» (聞喜縣侯).
В 479 году Сяо Даочэн лишил императора власти и сел на трон сам, в результате чего прекратила существование империя Сун и появилась империя Ци; Сяо Цзэ был объявлен наследником престола. В 482 году император скончался, и Сяо Цзэ взошёл на престол с тронным именем «У-ди».
Получив власть, Сяо Цзэ посмертно реабилитировал ряд чиновников империи Сун (включая Шэнь Ючжи) и перезахоронил их с почестями, обосновывая это тем, что они честно служили своему императору.
В 483 году он казнил нескольких генералов и высших сановников по подозрению в измене.
В 485 году он направил войска в провинцию Цзяочжоу (находилась на землях современного северного Вьетнама) для наведения порядка, губернатор в страхе бежал в столицу вымаливать прощения.
Зимой 485 года Тан Юйчжи собрал сподвижников, недовольных налогами, и поднял мятеж в Фуяне, захватив ряд соседних округов и объявив в начале 486 себя императором. Мятеж был быстро подавлен.
В 487 Хуань Тяньшэнь, объявивший себя потомком Хуань Сюаня, поднял восстание в Наньяне, его поддержала Северная Вэй. За несколько месяцев мятеж удалось подавить. Мир с Северной Вэй был заключён в 490 году.
В 493 году император скончался.

## Девизы правления
- Юнмин (永明) (483—493)